# Rio-Palisander
Rio-Palisander (Dalbergia nigra), oder Rio-, Bahia- und Brasilianisches Rosenholz, Jacaranda, ist eine Baumart aus der Gattung der Dalbergien (Dalbergia) innerhalb der Familie der Hülsenfrüchtler (Fabaceae). Zusammen mit dem Holz von anderen Arten der Gattung Dalbergia zählt es seit über 300 Jahren zu den begehrtesten tropischen Importhölzern. Besonders beliebt wurde es ab der zweiten Hälfte des 19. Jahrhunderts, nach der Erfindung des Messerfurniers.
Die Art ist gefährdet und ihr natürliches Vorkommen ist auf die brasilianische Mata Atlântica beschränkt.

## Beschreibung

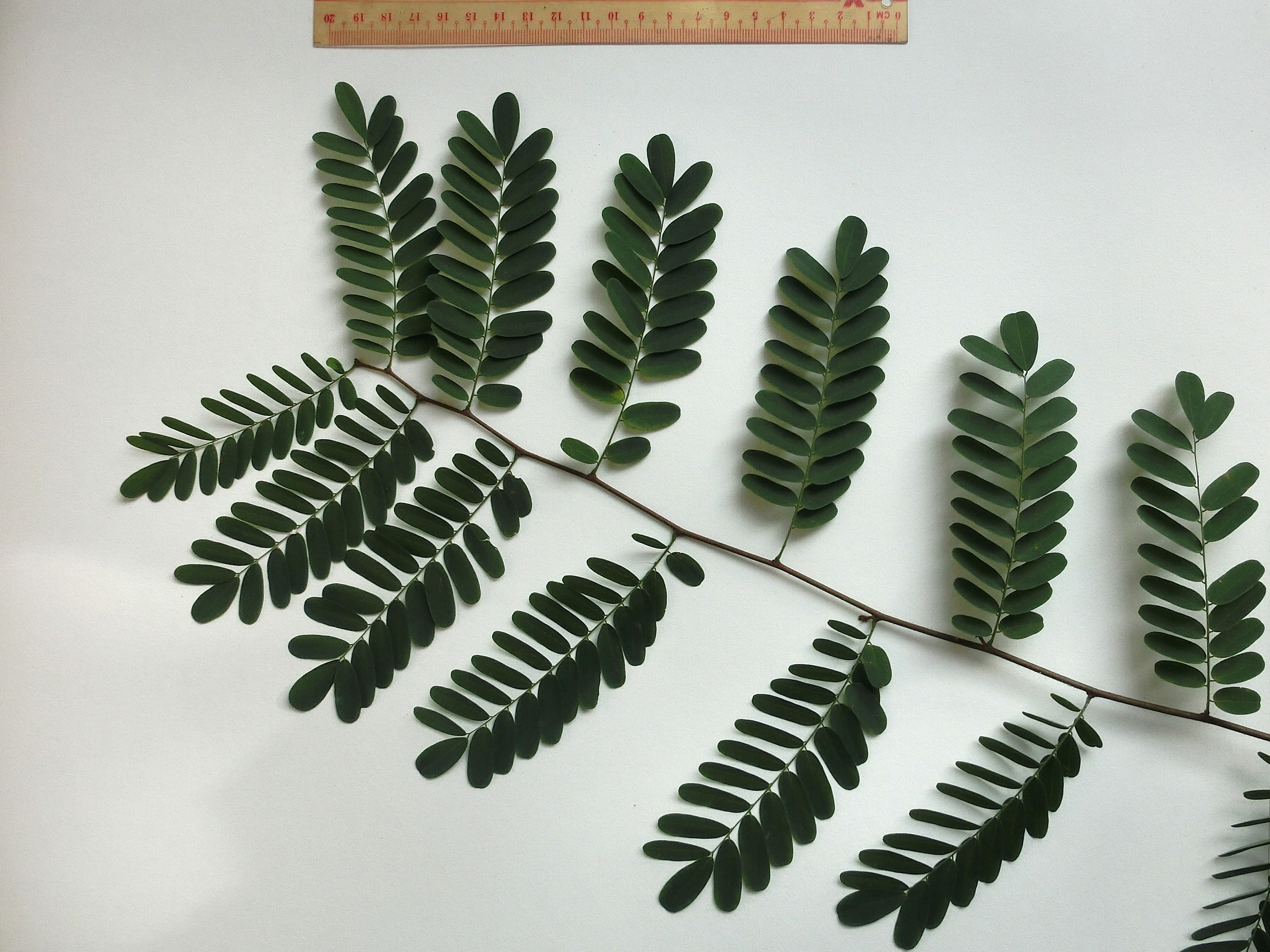
Laubblätter von Dalbergia nigra, Exemplar aus dem Gewächshaus des Thünen-Instituts für Holzforschung

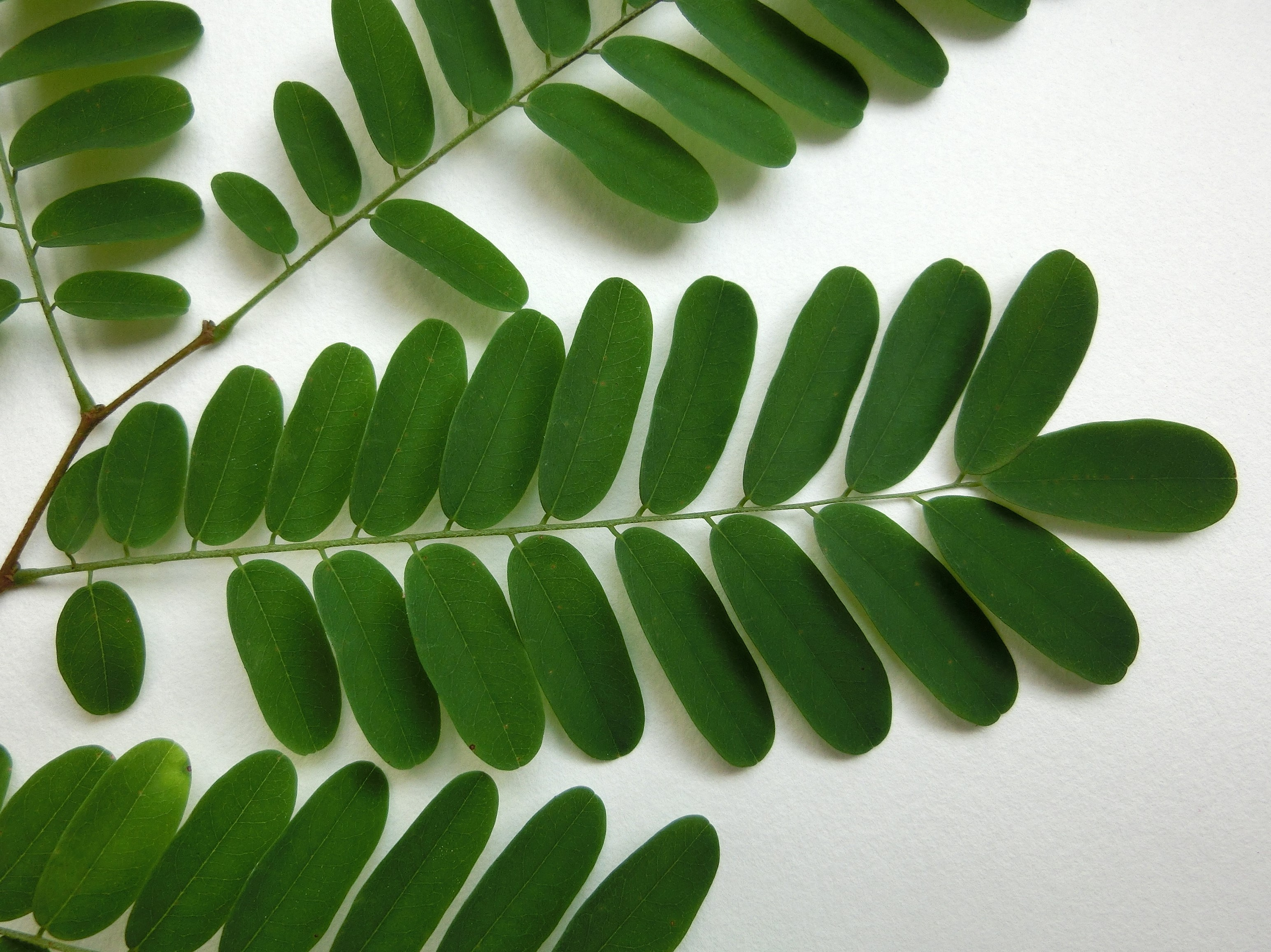
Gefiedertes Laubblatt im Detail

Dalbergia nigra wächst als halbimmergrüner Baum. Es gab einzelne sehr alte Exemplare, bei denen Stammdurchmesser von 100 bis 120 Zentimetern ermittelt wurden; heutzutage findet man eher 30 Zentimeter starke Exemplare, oft sind es Brusthöhendurchmesser von 40 bis 80 Zentimetern. Sie können Wuchshöhen von 25 bis 30 oder mehr, aber meist nur 15 bis 25 Metern erreichen. Sie wachsen spannrückig, oft verdreht und unregelmäßig geformt. Die Nutzholzstämme sind oft hohl und nur etwa 8–10 Meter lang.
Die gestielten Laubblätter sind wechselnd paarig, bis falsch unpaarig, gefiedert. Die ganzrandigen, bis 2,5 Zentimeter langen Blättchen sind kahl und abgerundet bis eingebuchtet.
Die duftenden Schmetterlingsblüten sind weiß bis cremefarben. Sie stehen in leicht haarigen und achsel- oder endständigen Rispen an den Zweigenden.
Die kurze Blütezeit ist in Brasilien im November und Dezember. Die braunen, bis zu etwa 3–8 Zentimeter langen und etwa 2 Zentimeter breiten, flachen Hülsenfrüchte („Flügelfrüchte“) bleiben geschlossen und enthalten jeweils ein bis drei Samen. Von Januar bis September sind Früchte vorhanden. Die Früchte werden als Ganzes abgeworfen und werden durch den Wind verbreitet.

## Ökologie
Es gibt Berichte, dass die Bestäubung von Dalbergia nigra durch Bienen erfolgt. Die Ausbreitung der Samen erfolgt durch den Wind.

## Vorkommen und Schutz

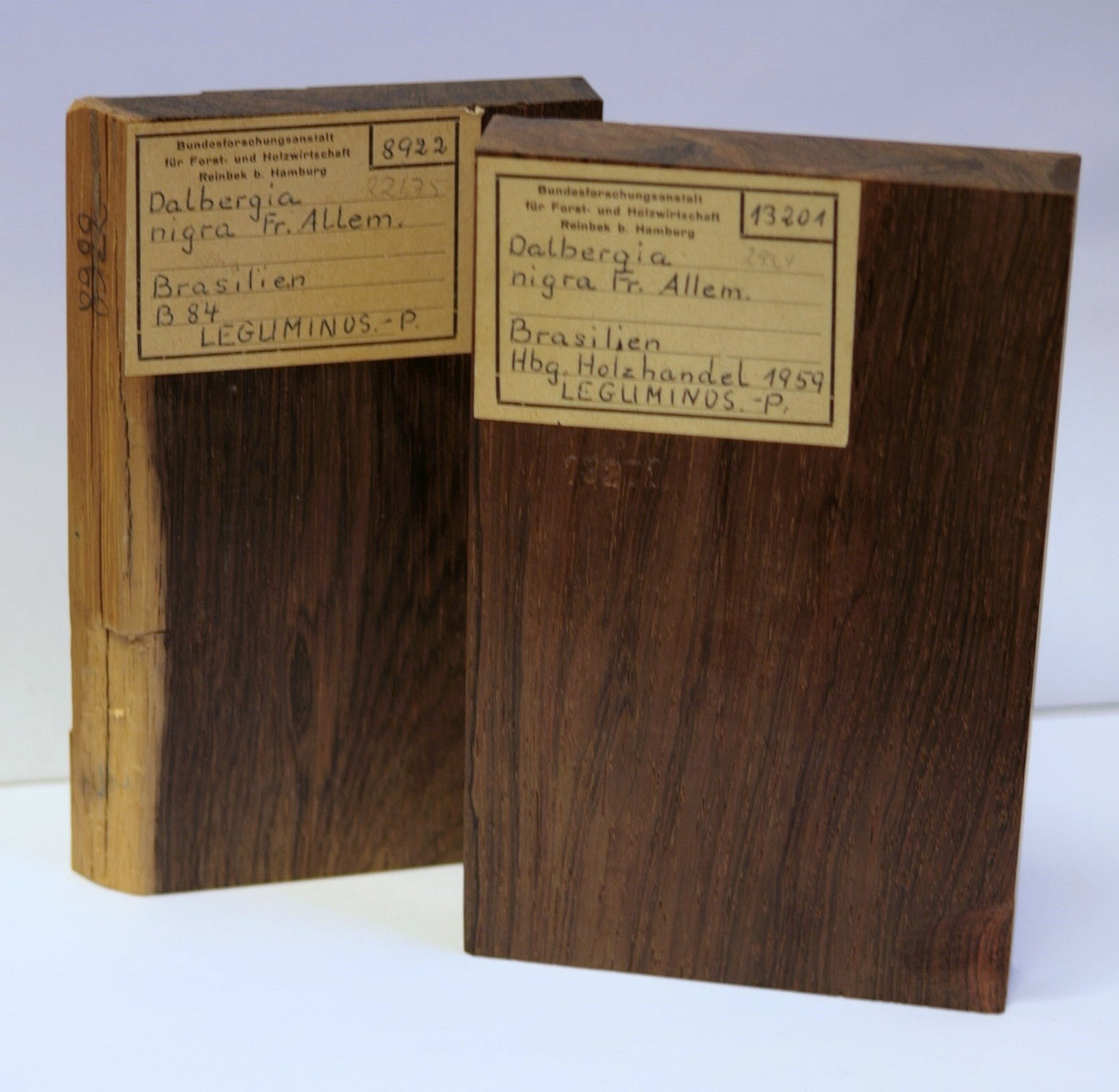
Holzproben von Dalbergia nigra aus der Sammlung des Thünen Institutes für Holzforschung Hamburg

Die Art Dalbergia nigra wächst einzelstammweise und ist teilweise mit anderen Dalbergia-Arten, dem Santos-Palisander der Machaerium-Arten sowie etlichen anderen Laubholz-Arten vergesellschaftet. Ihr natürliches Verbreitungsgebiet erstreckt sich über die unteren Feuchtwälder des östlichen Brasiliens, südlich von Bahia über Rio de Janeiro bis nach São Paulo. Früher gab es in den brasilianischen Bundesstaaten Espírito Santo und Bahia einen Vorrat von 1,16 bis 1,40 m³ je ha.
Das Vorkommen ist durch langfristigen, massiven Holzeinschlag mittlerweile stark dezimiert, deshalb wurde die Art 1992 in die höchste Schutzstufe des international geltenden Washingtoner Artenschutzabkommens aufgenommen (CITES Anhang I/Anhang A VO(EG) 338/97).
In der Roten Liste gefährdeter Arten der IUCN wurde 1998 Dalbergia nigra als „vulnerable“ = „gefährdet“ bewertet.

## Taxonomie
Die Erstbeschreibung erfolgte 1829 ("1825" aber verteilt erst 1829) unter dem Namen Pterocarpus niger (Basionym) durch den brasilianischen Botaniker José Mariano da Conceição Vellozo in Florae Fluminensis: seu Descriptionum plantarum praefectura Fluminensi sponte nascentium liber primus Seite 300. Die Neukombination zu Dalbergia nigra wurde 1860 durch George Bentham im Journal of the Proceedings of the Linnean Society Band 4 (Suppl.), Seite 36 veröffentlicht. Bentham übernahm damit den Namen von Francisco Freire Allemão e Cysneiro. Ein weiteres Synonym von Dalbergia nigra ist Amerimnon nigrum (Vell.) Kuntze.

## Holzhandel

### Handelsnamen des Holzes
Der im deutschsprachigen Raum bevorzugt angewandte Leitname Palisander lässt sich auf den portugiesischen Trivialnamen „Palo santo“ (direkt übersetzt = heiliges Holz) zurückführen und bezieht sich auf mehrere Arten der Gattung Dalbergien. In Brasilien hat man der Rinde mehrerer Dalbergia-Arten medizinische Heilwirkung zugesprochen und diese deshalb so genannt. Im Englischen wird der Trivialname „Rosewood“ für fast alle Palisanderarten gebraucht.
Seit 1914 ist im internationalen Handel der Handelsname Jacaranda für Holz mit brasilianischer Herkunft üblich, um dieses vom Ostindien-Palisander (Dalbergia latifolia), dessen Verbreitungsgebiet in Indien liegt, zu unterscheiden. Die Bezeichnung Jacaranda rührt wahrscheinlich von der ähnlichen violetten Färbung der Blüten von Jacaranda- und Dalbergia-Arten her.
Für Dalbergia nigra ist neben Rio-Palisander im Katalog kommerzieller Handelsnamen eine umfangreiche Liste an Handelsnamen aufgeführt; die wichtigsten sind: englisch: Brazilian Rosewood, Bahia oder Rio Rosewood, deutsch: Rio-Palisander, portugiesisch: jacarandá-da-baía und jacarandá-legítimo, caviúna, cambora, palissandre und rio-pallisandro.

### Importgeschichte
Ab etwa 1660 begann die Einfuhr brasilianischer und indischer Palisanderhölzer nach Europa. Die Kolonialmächte Portugal und England importierten es via Lissabon und London. In den europäischen Residenzstädten wurden Dalbergia-Hölzer schon früh für die Intarsienkunst verwendet. Sehr beliebt war es zum Beispiel für Möbel.
Seit der Aufnahme in das Washingtoner Artenschutzabkommen (CITES Anhang I) im Jahr 1992 ist der kommerzielle Handel von wild geschlagenem Rio-Palisander stark eingeschränkt worden.

### Austauschhölzer
Die folgende Tabelle zeigt vier Austauschhölzer, also Holzarten, die dem Rio-Palisander in Farbe und Beschaffenheit ähnlich sind, aber auch ähnliche physikalische und klangliche Eigenschaften aufweisen, aus Südostasien, Mittelamerika und Südamerika:
| Botanischer Name      | Herkunft      | Haupthandelsname    | Grundfärbung                      | Aderung/Zeichnung |
| --------------------- | ------------- | ------------------- | --------------------------------- | ----------------- |
| Dalbergia sissoo      | Südostasien   | Sissoo, Sheesham    | Rehbraun bis violett              | kaum geadert      |
| Dalbergia retusa      | Mittelamerika | Cocobolo            | Gelb, dunkelrot, orange, rotbraun | Dunkel geadert    |
| Dalbergia decipularis | Südamerika    | Bahia-Rosenholz     | Rosagelb, rotviolett              | Dunkel geadert    |
| Dalbergia spruceana   | Südamerika    | Amazonas-Palisander | Violett-schwarz                   | Dunkel geadert    |

Außer diesen vier Dalbergia-Arten werden in der Literatur unter anderem Arten aus anderen Gattungen der Familie der Fabaceae Santos-Palisander (Machaerium scleroxylon) mit rötlich-violetter Färbung als Austauschhölzer genannt.
Aufgrund der CITES-Listung ist es wichtig, Austauschhölzer zu finden, die ersatzweise verwendet werden und somit die hohe Nachfrage befriedigen können.
Dalbergia nigra kann nicht durch Untersuchung von quantitativen Merkmalen wie Gefäßdurchmesser oder Holzstrahlhöhe von Dalbergia spruceana, Dalbergia tucurensis, Dalbergia granadillo oder Dalbergia stevensonii unterschieden werden. Dies bedeutet, dass für eine genauere Bestimmung und Unterscheidung zwischen den Arten eine Naive Bayes-Klassifikation vorgenommen werden sollte. Am sichersten ist jedoch die genetische Analyse.

## Holzbeschreibung

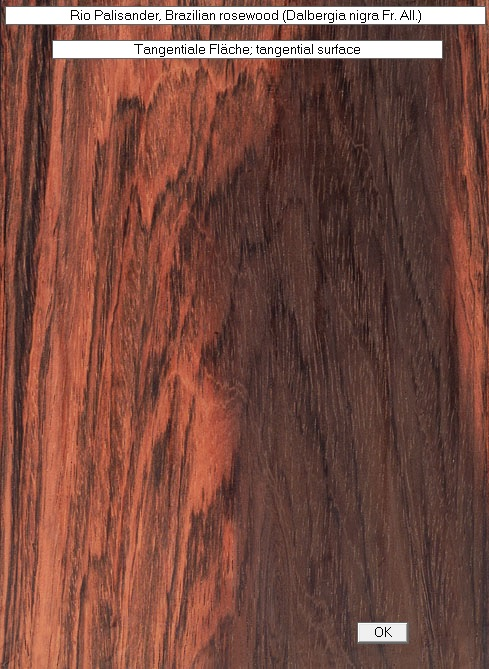
Tangentiale Oberfläche des Holzes von Rio-Palisander (Furnier)

### Makroskopisch

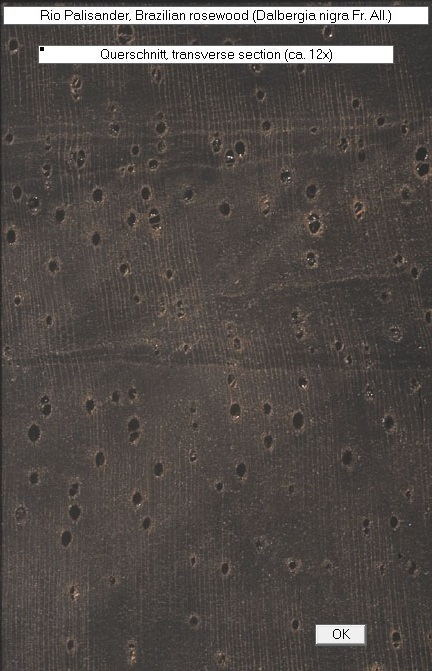
12× Vergrößerung des Querschnitts von Dalbergia nigra

Der Splintholzanteil kann unterschiedlich hoch ausfallen. Das Splintholz ist also verschieden breit (zwischen 3 und 8 Zentimeter), hebt sich aber sehr deutlich mit seiner weißen bis gelblichen Färbung vom rotbräunlichen über schokoladenbraun bis violettschwarzen Kernholz ab. Es ist von fast schwarzen Farbzonen unregelmäßig gestreift. Die Gefäße sind makropor, das heißt im Querschnitt mit bloßem Auge erkennbar. Sie sind zerstreutporig angeordnet und haben einen Anteil von 8 %. Holzstrahlen werden erst unter der Lupe deutlich sichtbar. Im Längsschnitt zeigen sich langgestreckte Porenrillen und dunkle sowie helle Einlagerungen. Wachstumszonen sind nur undeutlich und selten erkennbar. Ebenso wenig lässt sich Parenchym weder marginal noch apotracheal ausmachen. Wechseldrehwuchs ist nicht vorhanden. Die Holzoberfläche fühlt sich ölig an.

### Mikroskopisch
Die Holzstrahlen sind fein (überwiegend unter 1 Millimeter hoch) und heterogen verteilt. Sie sind streng stockwerkartig angeordnet und machen einen Anteil von 23 % aus. Der Längsparenchymanteil beläuft sich auf 22 %. Dort findet man häufig mineralische Kristalleinlagerungen. Die Kernstoffeinlagerungen können hell oder dunkel sein. Die ungeordneten Libriformfasern haben einen Anteil von 47 % am gesamten Holz.

Rio-Palisander-Holz
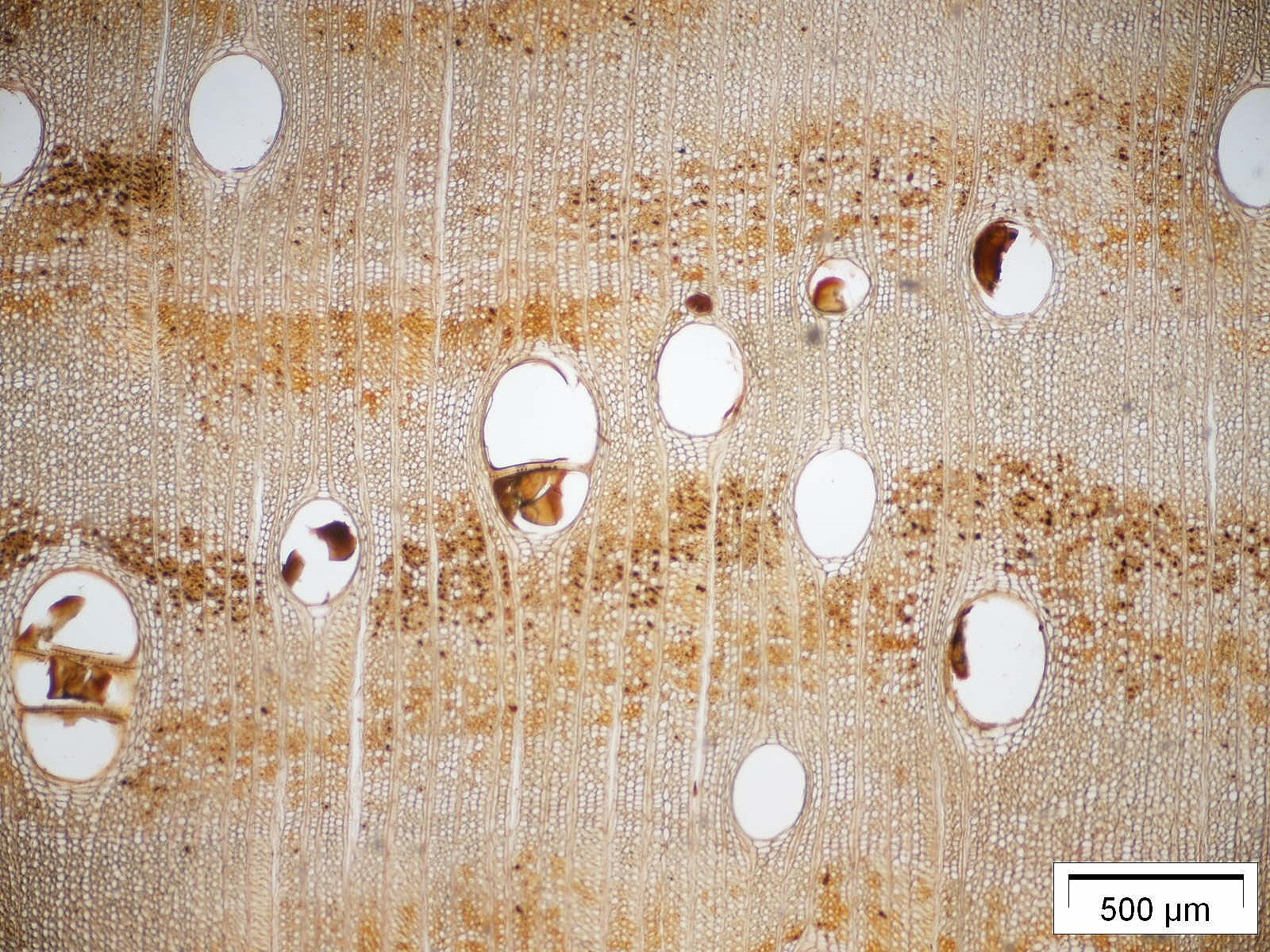
Querschnitt
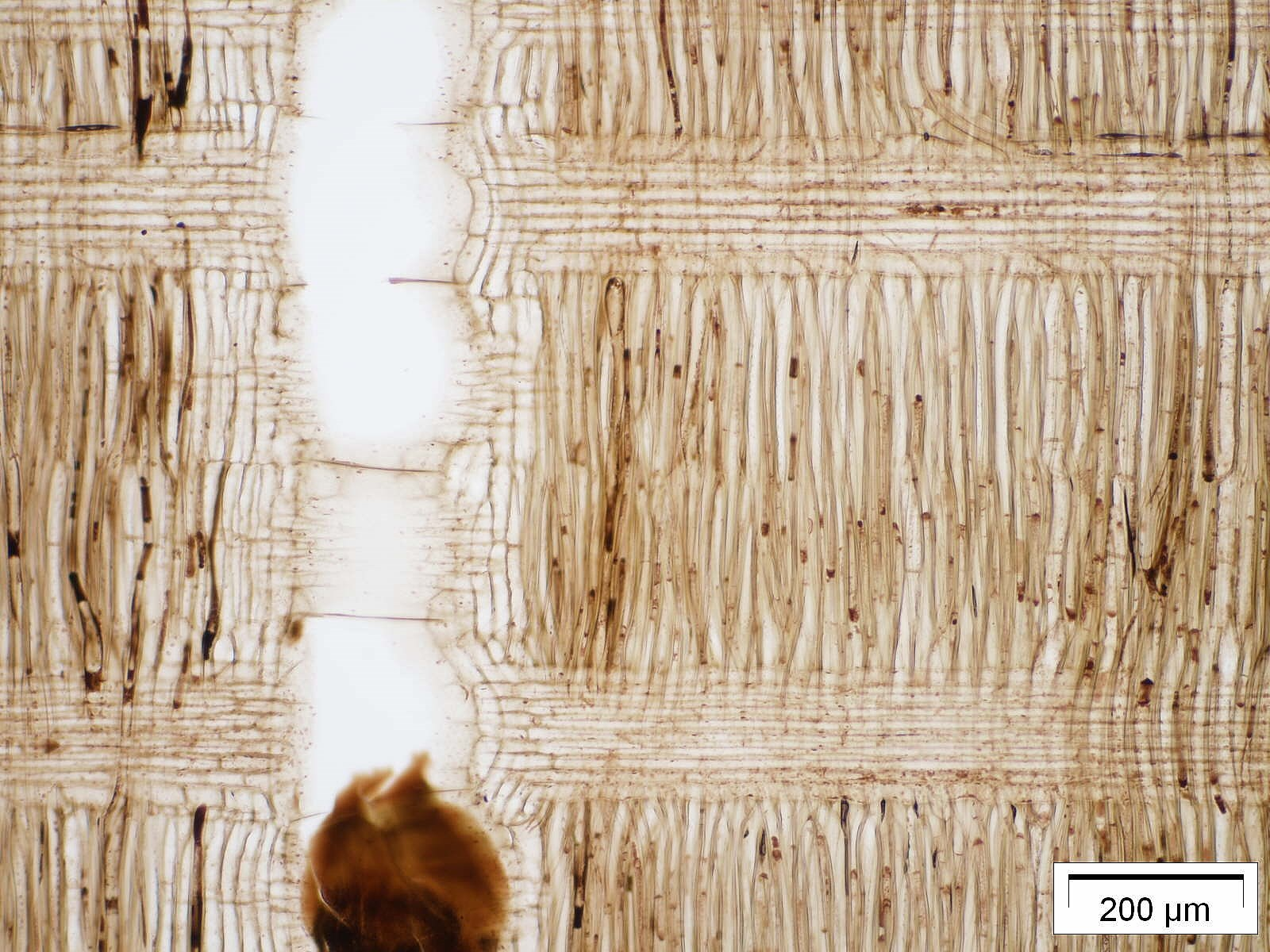
Radialschnitt
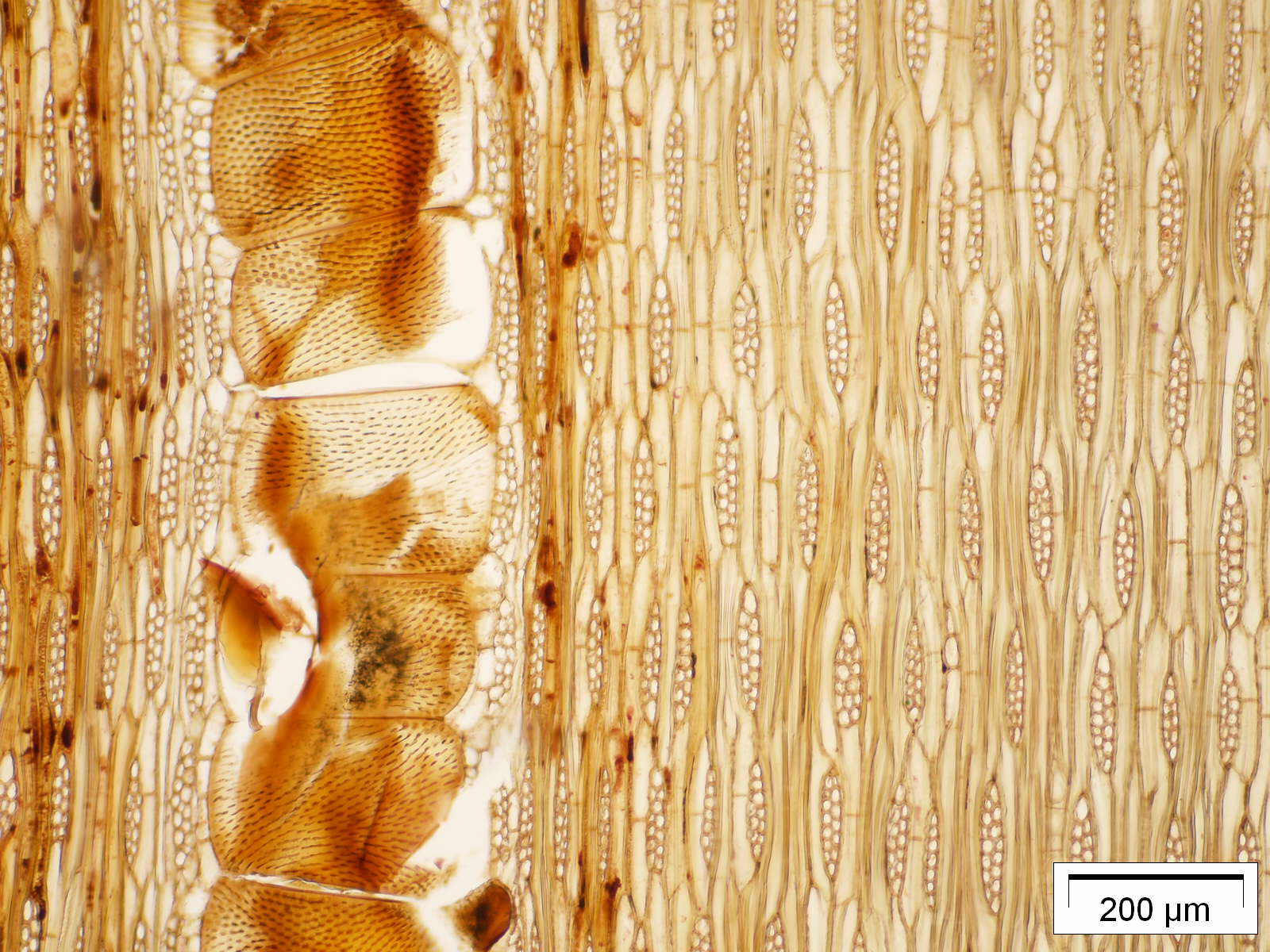
Tangentialschnitt
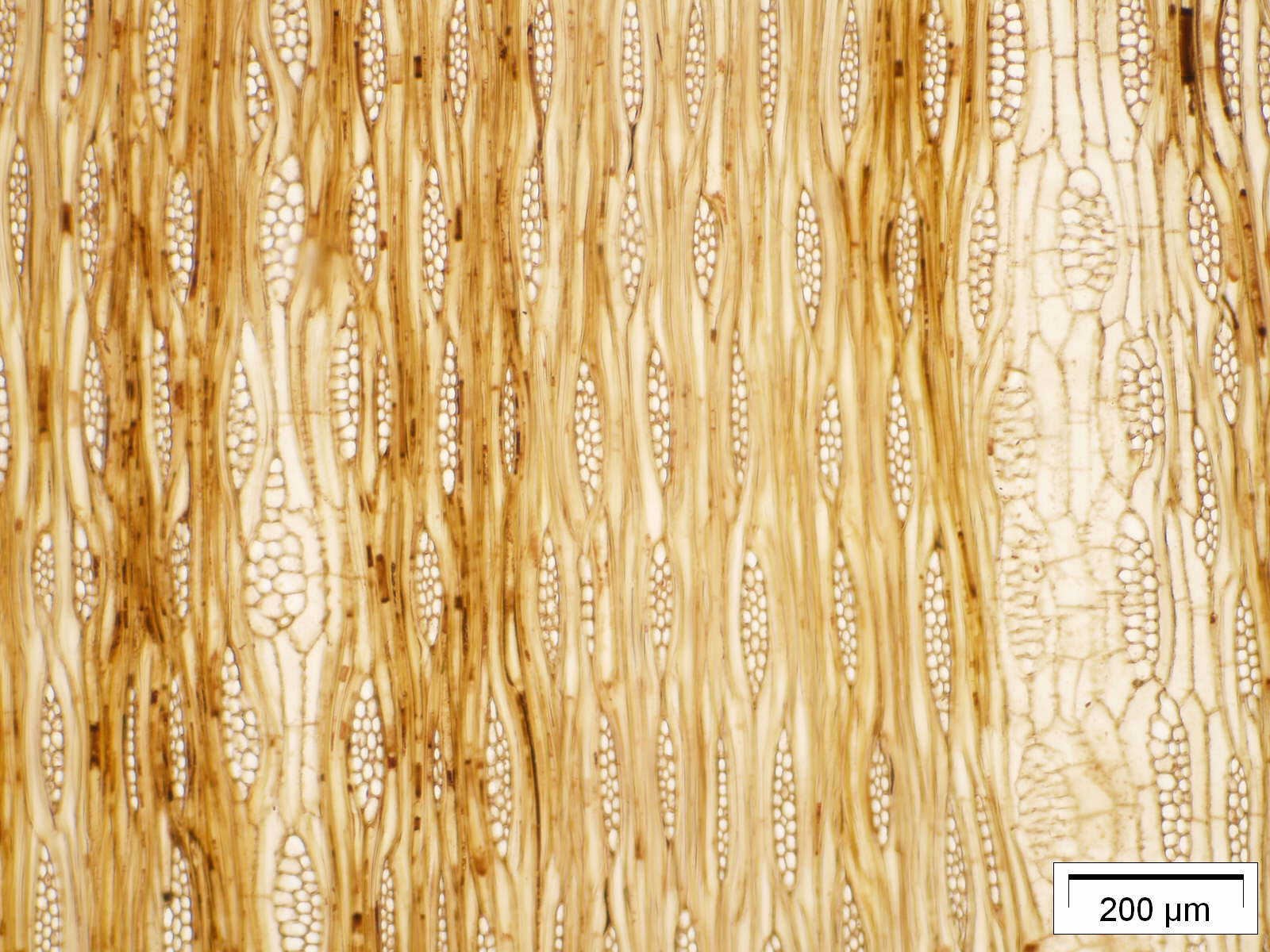
Tangentialschnitt

### Chemisch
Der Celluloseanteil liegt bei etwa 36 %. Der Ligninanteil bei 34 %. Der Anteil an Hemicellulosen oder Pentosen sollte sich auf etwa 25–30 % belaufen. Er liegt aber bei 19,5 %, was einen sehr hohen Anteil an Extraktstoffen, also an anorganischen Inhaltsstoffen, Fetten und Ölen als Ursache haben könnte. Der pH-Wert befindet sich zwischen 4,6 und 4,8 und ist damit deutlich saurer als das Holz des ostindischen Palisanders (pH-Wert: 6,3).
Im Allgemeinen haben die Palisanderhölzer inhibierende lösliche Inhaltsstoffe und weisen zudem Wirkstoffe gegen Insektenbefall auf. Das Rio-Palisander-Holz verfärbt sich in Kontakt mit Eisen blau-grau. Dies weist auf weitere Gerbstoffe hin.

### Physikalisch und Mechanisch
Generell sind Palisanderhölzer schwer spaltbar und leicht spröde. Sie schwinden nur in geringem Maße und haben ein gutes Stehvermögen. Ihr Kernholz ist weitestgehend resistent gegenüber Pilzen und Insekten, aber nicht gegen Bohrmuscheln. Außerdem ist es witterungsfest. Es wird der Dauerhaftigkeitsklasse 1 zugeordnet.
| Rohdichte (ÖNORM B 3012), g/cm³      | 0,86       |
| Darrdichte r0, g/cm³                 | 0,80       |
| Volumenschwindung, %                 | 9,1–12,6   |
| Schwindung radial, %                 | 2,8–4,3    |
| Schwindung tangential, %             | 6,1–8,1    |
| Druckfestigkeit lufttrocken, N/mm²   | 60–80      |
| Biegefestigkeit lufttrocken, N/mm²   | 110–150    |
| Elastizitätsmodul lufttrocken, N/mm² | 8800–12900 |

## Bearbeitung

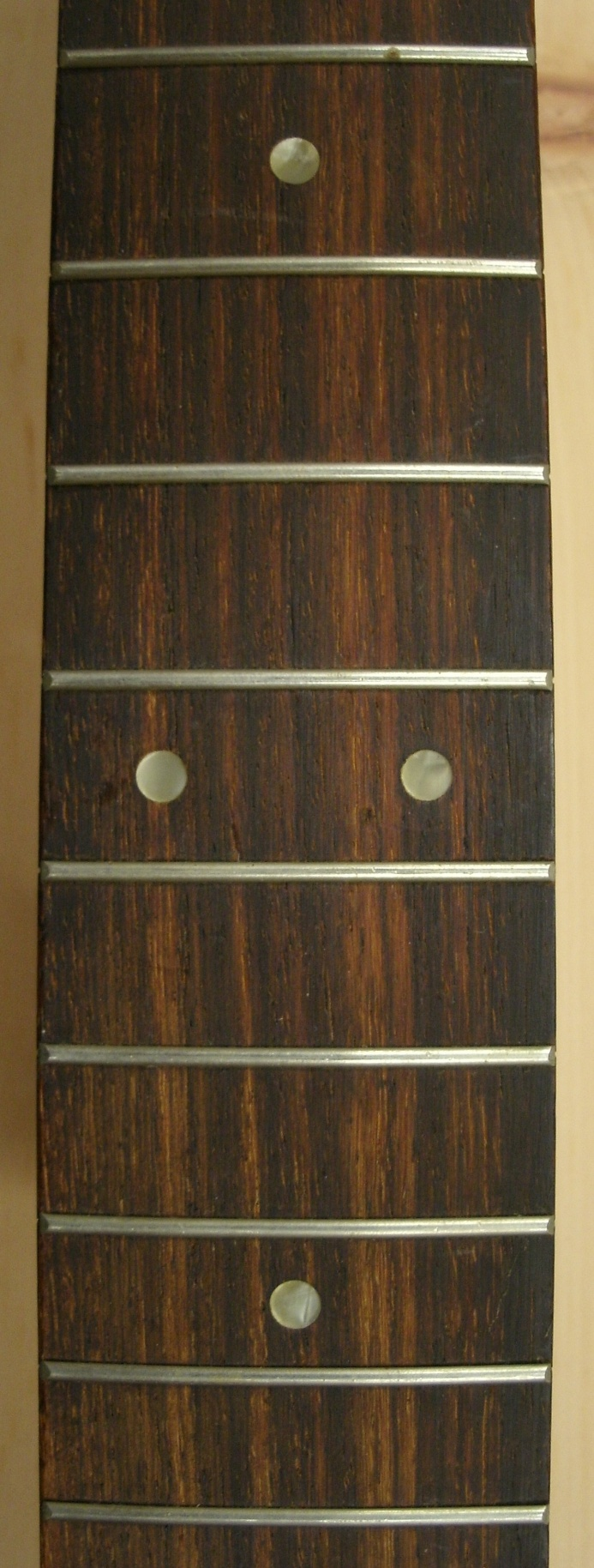
Griffbrett (Dalbergia nigra)

### Vollholz
Das Holz des Rio-Palisanders lässt sich relativ gut sägen. Beim Sägen des Holzes sollten hartmetallbestückte Werkzeuge verwendet werden, da ein starker Stumpfungseffekt aufgrund der hohen Härte auftritt. Es ist gut drechselbar und beim Hobeln lassen sich glatte Oberflächen erzeugen. Schrauben müssen vorgebohrt werden. Beim Verleimen ergeben sich keine Probleme.

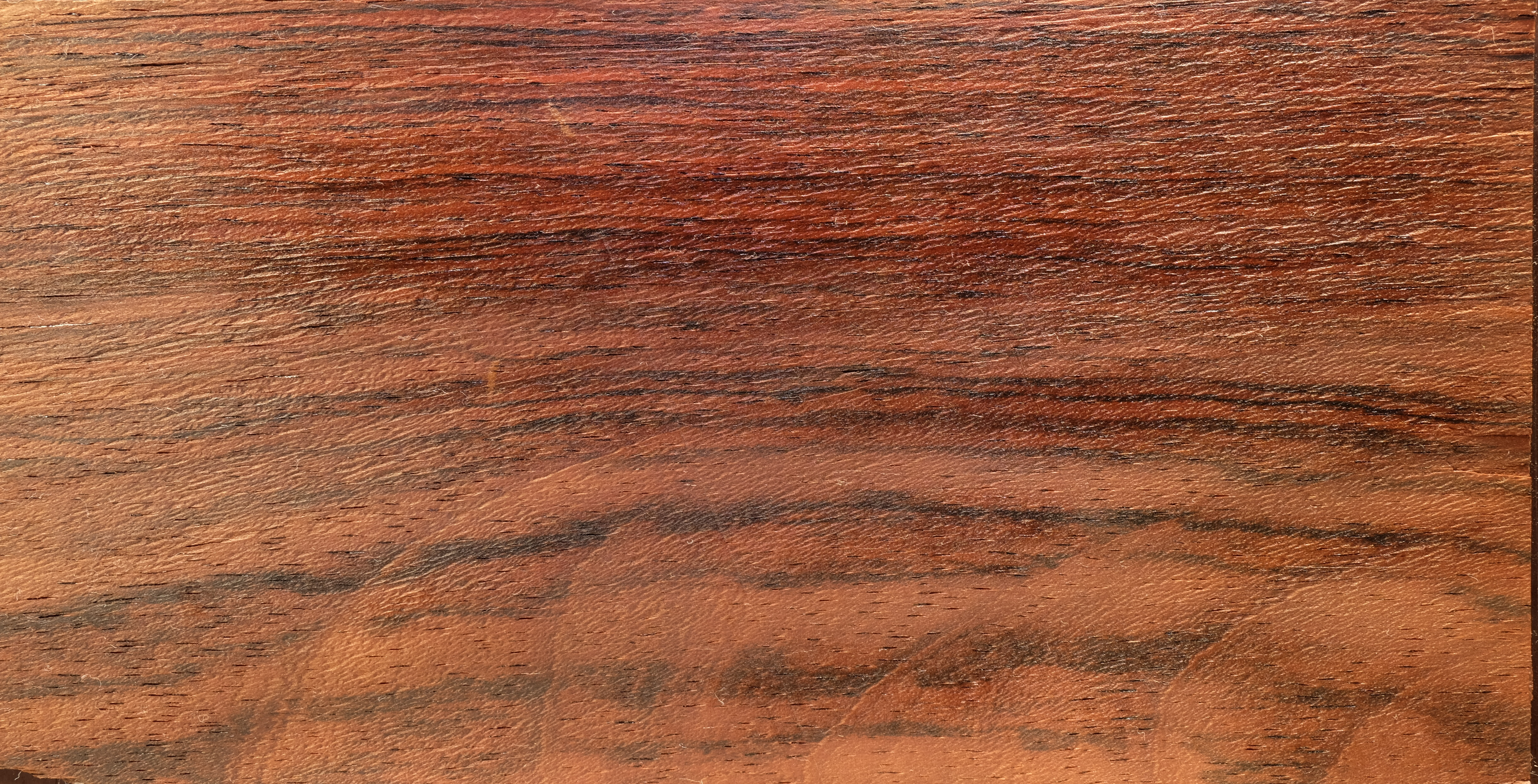
Messerfurnier des Rio-Palisanders, nicht geschliffen aber geölt

### Furnier
Das Furnier des Rio-Palisanders wurde aufgrund seiner edlen Optik gerne verwendet.

### Trocknung
Palisanderholz sollte wie alle sehr harten Hölzer möglichst langsam und schonend getrocknet werden, damit die Trocknung ohne Rissbildung verlaufen kann. Das Holz schwindet nur geringfügig und bereitet keine grundsätzlichen Schwierigkeiten. Es nimmt Wasser nur langsam auf und ist nicht besonders feuchteempfindlich. Beim Freilufttrocknen wird der Farbton des Holzes besser erhalten. Deshalb ist diese Methode für Schnittholz zu empfehlen.

### Oberflächenbehandlung
Bei der Behandlung mit Harnstoffharzlacken kann eine grüne Fluoreszenz-Verfärbung auftreten. Nachteilig kann auch sein, dass einzelne Inhaltsstoffe alkohollöslich sind. Des Weiteren lösen harzreiche Zonen im Holz Anstrichschäden aus.

## Verwendung

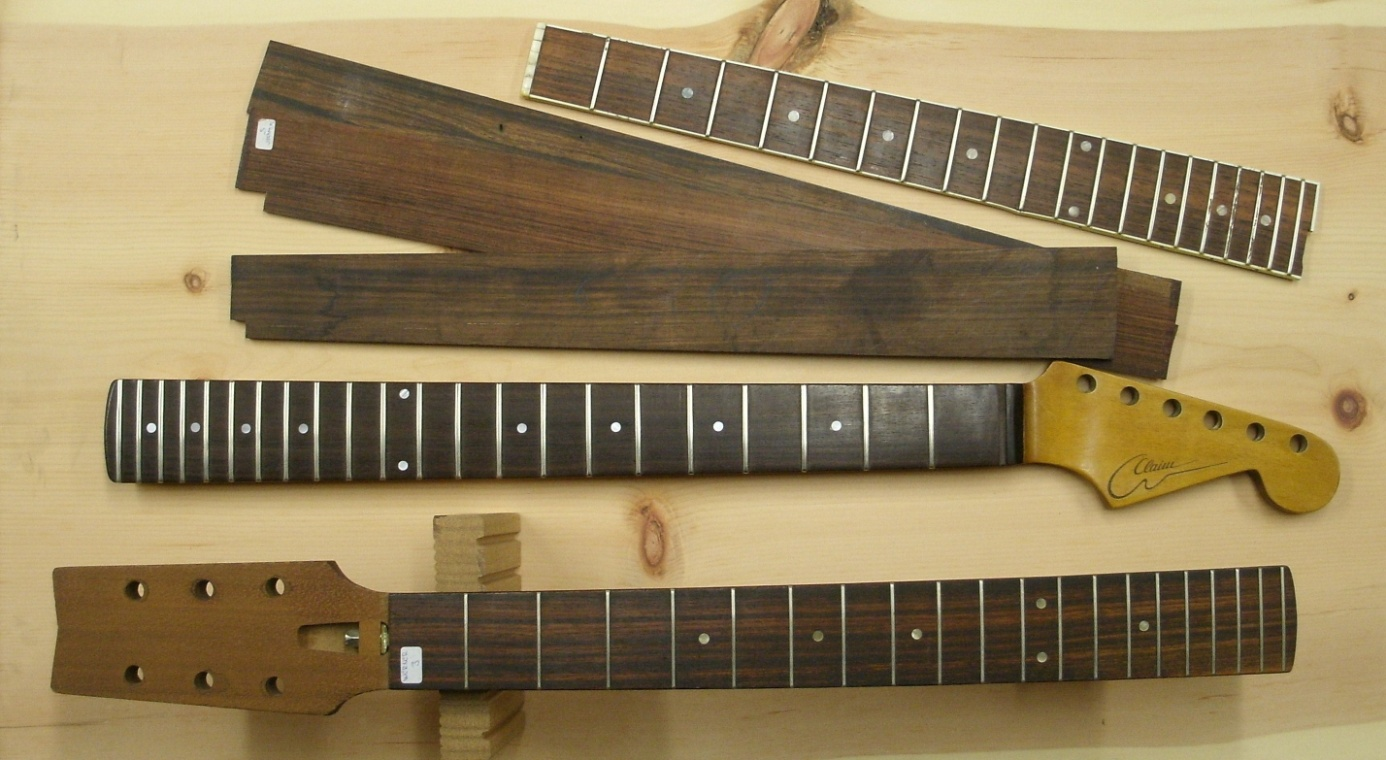
Beschlagnahmte Gitarrenhälse, Griffbretter und anderes aus der Sammlung des Thünen-Institutes für Holzforschung (Dalbergia nigra)

Der Rio-Palisander wird aufgrund seiner guten Klangeigenschaften besonders gerne im Instrumentenbau verwendet. So zum Beispiel für Gitarrengriffbretter, Halsschnecken, Wirbel, Instrumentenböden und mechanisch beanspruchte Teile von Streich- und Zupfinstrumenten, aber auch für Klaviere, Blockflöten, Klangstäbe und Xylophone. Im Instrumentenbau wird inzwischen Richlite als alternatives Material verwendet, ein Papier-Harz-Verbundwerkstoff. Bei Drechslern wird es gerne für jegliche ihrer Arbeiten (Bürstenrücken, Messergriffe) genommen. Aber auch das Furnier ist beliebt für Möbel und als Ausstattungsholz für den Innenausbau, im Besonderen auf Schiffen.

## Allergische Reaktionen
Bei der Be- und Verarbeitung von Rio-Palisander, aber auch der Nutzung des Endproduktes können bei empfindlichen Personen, die mit dem Holzstaub oder dem Holz selbst in Berührung kommen, allergische Reaktionen hervorgerufen werden. Dies geschieht durch spezifische Inhaltsstoffe.